# Björköfjärden, Sundsvalls kommun
Björköfjärden är en havsfjärd i södra delen av Sundsvalls kommun i Västernorrlands län. Längs fjärdens finns byar som Skrängstabodarna, Lerviken, Björkön, Pråmviken och ekobyn Rumpan. Längst till öster vid fjärdens inlopp finns Skataviken med fiskeläget Skatan.
Den halvö som utgör fjärdens norra del består mestadels av brukad skog men också av det marina naturreservatet Salen. Här finns också fiskelägena Löran och Junibodsand med sina fina sommarrestauranger  
Den kustlinjen av halvön som vetter mot Björköfjärden är till stor del obebyggd och utgörs av sandstränder